# پراچا (دیمیترووگراد)
پراچا (به صربی: Prača) یک منطقهٔ مسکونی در صربستان است که در دیمیتروگراد واقع شده‌است. پراچا ۲ نفر جمعیت دارد.